# ونزنت (میزوری)
ونزنت، میزوری (به انگلیسی: Vanzant, Missouri) یک منطقهٔ مسکونی در ایالات متحده آمریکا است که در شهرستان داگلاس واقع شده‌است.

## خصوصیات
ونزنت ۳۵۹ متر بالاتر از سطح دریا واقع شده‌است.